# Mendel Grossman
Mendel Grossman (ur. w 27 czerwca 1913 lub 1917 roku w Gorzkowicach lub Staszowie, zm. w 1945 roku w Königs Wusterhausen) – polski fotografik żydowskiego pochodzenia. W czasie II wojny światowej dokumentował życie Żydów w łódzkim getcie.

## Życiorys
Mendel Grossman zajmował się fotografią już przed wojną. Sfotografował aktorów Teatru Habima. Na początku roku 1939 miał wykonać album ze zdjęciami dzieci na zamówienie Towarzystwa Ochrony Zdrowia. Album nigdy nie został wydany. Po rozpoczęciu okupacji nazistowskiej w Łodzi (8 września 1939) władze okupacyjne utworzyły w lutym 1940 w Łodzi getto dla ludności pochodzenia żydowskiego, do którego zmuszony został wraz z innymi żydowskimi mieszkańcami Łodzi przenieść się (ostatecznie bramy getta zamknięto 30 kwietnia 1940). Pracował w Wydziale Statystycznym żydowskiej administracji getta w urzędzie Przełożonego Starszeństwa Żydów w Łodzi (Liztmannstadt), gdzie wykonywał dla niej zdjęcia, jak również na polecenie niemieckiej administracji getta (Gettoverwaltung). Jednocześnie potajemnie wykorzystał możliwość oficjalnego wykonywania zdjęć dla dokumentowania życie w getcie. Po pewnym czasie Gestapo zaczęło go podejrzewać o wykonywanie zdjęć niezgodnych z intencjami hitlerowców, jednak mimo represji i niebezpieczeństwa nie zaprzestał fotografowania, ale już tego rodzaju zdjęcia robił z ukrycia. Odbitki rozdawał wśród przyjaciół i znajomych, mając nadzieję, że dzięki temu jak najwięcej z nich opuści granice getta. W ten sposób wykonał ponad 10 000 fotografii dokumentujących rzeczywistość łódzkiego getta. Negatywy ukrywał w swoim mieszkaniu (w parapecie) przy ul. Marynarskiej 55 (budynek zachował się).
W trakcie likwidacji getta (sierpień 1944) Mendel Grossman został przydzielony do osobiście wybranej przez kierownika niemieckiej administracji getta – Hansa Biebowa – grupy, po czym został wywieziony do obozu pracy przy fabryce Biebowa w Königs Wusterhausen. Zmarł w czasie marszu śmierci, gdy do obozu zbliżała się linia frontu. W chwili śmierci trzymał w ręku swój aparat fotograficzny.
Niedługo po wojnie udało się odnaleźć ukryte w jego mieszkaniu negatywy. Trafiły one do Muzeum Bojowników Getta. Większość z nich uległa zniszczeniu w czasie pierwszej wojny izraelsko-arabskiej w 1948 roku. W roku 1970 wydano album z jego fotografiami pt. With a camera in the ghetto, a w roku 2000 album My Secret Camera: Life in the Lodz Ghetto (ISBN 978-1-84507-892-8) zawierające ocalałe zdjęcia Mendla Grossmana.